# Паоло Кастелліні
Паоло Кастелліні (італ. Paolo Castellini, нар. 25 березня 1979, Брешія) — колишній італійський футболіст, лівий захисник.

## Клубна кар'єра
Народився 25 березня 1979 року в місті Брешія. Вихованець футбольної школи клубу «Кремонезе». Дорослу футбольну кар'єру розпочав 1996 року в основній команді того ж клубу, в якій провів чотири сезони, взявши участь у 64 матчах чемпіонату. У першому ж сезоні в клубі Паоло вилетів з командою в Серію С1, потім допоміг клубу повернутися, але через рік ще раз опинився в третьому італійському дивізіоні.
Своєю грою за цю команду привернув увагу представників тренерського штабу клубу «Торіно», до складу якого приєднався влітку 2000 року. У новій команді Кастелліні відразу став гравцем основного складу клубу і у першому ж сезоні допоміг команді виграти Серію Б та вийти до вищого дивізіону країни. 26 серпня 2001 року футболіст дебютував у Серії А у матчі з «Удінезе», який завершився внічию 2:2. Паоло провів у туринському клубі ще два з половиною сезони, після чого перейшов у «Брешію» на правах піврічної оренди.
Влітку 2004 року у Кастелліні закінчився контракт, і він у статусі вільного агента переїхав до Іспанії, в клуб «Реал Бетіс», підписавши 5-річний контракт. Італієць планувався як заміна ветерана клубу Луїса Фернандеса, проте молодий футболіст не зміг витіснити більш досвідченого зі складу. До того ж Паоло довгий час не виступав через травму — розрив зв'язок в колінному суглобі. В результаті цього захисник провів у клубі за два сезони менше 20 ігор. 1 листопада 2005 року Кастелліні провів найкращий матч за клуб: завдяки його передачі був забитий гол, який приніс севільцям перемогу 1:0 над «Челсі» в Лізі чемпіонів. 24 червня 2006 року «Бетіс» розірвав контракт з Паоло.
У 2006 році Кастелліні перейшов до «Парми», підписавши контракт на 4 роки. Футболіст відразу став гравцем стартового складу і в сезоні 2008/09 зміг подолати позначку в 100 матчів за клуб.
26 серпня 2010 року Паоло був орендований «Ромою» з пріоритетним правом викупу контракту гравця. Римський клуб випередив «Мілан», який теж був зацікавлений у футболісті. У складі «джалороссі» футболіст планувався як заміна Йона Арне Ріїсе. 11 вересня він дебютував у складі клубу в матчі з «Кальярі», але вже на 13-й хвилині покинув поле через травму. В результаті за сезон у складі «вовків» Кастелліні зіграв лише 12 матчів у всіх турнірах.
24 червня 2011 року він відправився в оренду до «Сампдорії», якій допоміг повернутись до Серії А, після чого 9 липня 2012 року підписав з генуезцями повноцінний контракт в рамках переходу француза Жонатана Бьябьяні у зворотному напрямку. Втім у вищому дивізіоні Кастелліні майже не грав, провівши за півтора роки лише 8 ігор і у січні 2014 року перейшов у «Ліворно», зігравши до кінця сезону 15 матчів у Серії А, які стали останніми для Паоло у вищому дивізіоні країни.
5 грудня 2014 року на правах вільного агента перейшов у «Кремонезе», зігравши 23 матчі у Лега Про, третьому за рівнем дивізіоні Італії, після чого 18 серпня 2015 року він повернувся до «Брешії» після 11 років, провівши з нею сезон 2015/16 у Серії Б, після чого завершив ігрову кар'єру.

## Виступи за збірні
1998 року дебютував у складі юнацької збірної Італії (U-20), загалом на юнацькому рівні взяв участь у 8 іграх.
Протягом 2001—2002 років залучався до складу молодіжної збірної Італії, у складі якої поїхав на молодіжний чемпіонат Європи 2002 року у Швейцарії, де його команда дійшла до півфіналу. Всього на молодіжному рівні зіграв у 9 офіційних матчах.

## Статистика виступів

### Статистика клубних виступів
| Сезон                  | Команда                | Чемпіонат              | Чемпіонат | Чемпіонат | Національний кубок | Національний кубок | Національний кубок | Континентальні кубки | Континентальні кубки | Континентальні кубки | Інші змагання | Інші змагання | Інші змагання | Усього | Усього |
| Сезон                  | Команда                | Ліга                   | Ігор      | Голів     | Ліга               | Ігор               | Голів              | Ліга                 | Ігор                 | Голів                | Ліга          | Ігор          | Голів         | Ігор   | Голів  |
| ---------------------- | ---------------------- | ---------------------- | --------- | --------- | ------------------ | ------------------ | ------------------ | -------------------- | -------------------- | -------------------- | ------------- | ------------- | ------------- | ------ | ------ |
| 1996–97                | «Кремонезе»            | B                      | 2         | 0         | КІ                 | 0                  | 0                  | -                    | -                    | -                    | -             | -             | -             | 2      | 0      |
| 1997–98                | «Кремонезе»            | C1                     | 6         | 0         | КІ+CI-C            | 0                  | 0                  | -                    | -                    | -                    | -             | -             | -             | 6      | 0      |
| 1998–99                | «Кремонезе»            | B                      | 22        | 0         | КІ                 | 2                  | 0                  | -                    | -                    | -                    | -             | -             | -             | 24     | 0      |
| 1999–00                | «Кремонезе»            | C1                     | 34+2      | 2         | КІ+КІ-C            | 6+0                | 0                  | -                    | -                    | -                    | -             | -             | -             | 42     | 2      |
| 2000–01                | «Торіно»               | B                      | 33        | 0         | КІ                 | 0                  | 0                  | -                    | -                    | -                    | -             | -             | -             | 33     | 0      |
| 2001–02                | «Торіно»               | A                      | 31        | 0         | КІ                 | 1                  | 0                  | -                    | -                    | -                    | -             | -             | -             | 32     | 0      |
| 2002–03                | «Торіно»               | A                      | 34        | 1         | КІ                 | 0                  | 0                  | I                    | 4                    | 0                    | -             | -             | -             | 38     | 1      |
| 2003-січ. 2004         | «Торіно»               | B                      | 16        | 0         | КІ                 | 1                  | 0                  | -                    | -                    | -                    | -             | -             | -             | 17     | 0      |
| Усього за «Торіно»     | Усього за «Торіно»     | Усього за «Торіно»     | 114       | 1         |                    | 2                  | 0                  |                      | 4                    | 0                    |               | -             | -             | 120    | 1      |
| січ.-черв. 2004        | «Брешія»               | A                      | 16        | 0         | КІ                 | -                  | -                  | I                    | -                    | -                    | -             | -             | -             | 16     | 0      |
| 2004–05                | «Реал Бетіс»           | ПД                     | 6         | 0         | КІ                 | 0                  | 0                  | -                    | -                    | -                    | -             | -             | -             | 6      | 0      |
| 2005–06                | «Реал Бетіс»           | ПД                     | 7         | 0         | КІ                 | 0                  | 0                  | ЛЧ+КУЄФА             | 2+0                  | 0                    | СІ            | 1             | 0             | 10     | 0      |
| Усього за «Реал Бетіс» | Усього за «Реал Бетіс» | Усього за «Реал Бетіс» | 13        | 0         |                    | 0                  | 0                  |                      | 2                    | 0                    |               | 1             | 0             | 16     | 0      |
| 2006–07                | «Парма»                | A                      | 33        | 0         | КІ                 | 1                  | 0                  | КУЄФА                | 3                    | 0                    | -             | -             | -             | 37     | 0      |
| 2007–08                | «Парма»                | A                      | 34        | 0         | КІ                 | 1                  | 1                  | -                    | -                    | -                    | -             | -             | -             | 35     | 1      |
| 2008–09                | «Парма»                | B                      | 41        | 1         | КІ                 | 2                  | 0                  | -                    | -                    | -                    | -             | -             | -             | 43     | 1      |
| 2009–10                | «Парма»                | A                      | 28        | 0         | КІ                 | 1                  | 0                  | -                    | -                    | -                    | -             | -             | -             | 29     | 0      |
| Усього за «Парму»      | Усього за «Парму»      | Усього за «Парму»      | 136       | 1         |                    | 5                  | 1                  |                      | 3                    | 0                    |               | -             | -             | 144    | 2      |
| 2010–11                | «Рома»                 | A                      | 8         | 0         | КІ                 | 0                  | 0                  | ЛЧ                   | 4                    | 0                    | СІ            | -             | -             | 12     | 0      |
| 2011–12                | «Сампдорія»            | B                      | 20        | 0         | КІ                 | 1                  | 0                  | -                    | -                    | -                    | -             | -             | -             | 21     | 0      |
| 2012–13                | «Сампдорія»            | A                      | 7         | 0         | КІ                 | 1                  | 0                  | -                    | -                    | -                    | -             | -             | -             | 8      | 0      |
| 2013-січ. 2014         | «Сампдорія»            | A                      | 1         | 0         | КІ                 | 2                  | 0                  | -                    | -                    | -                    | -             | -             | -             | 3      | 0      |
| Усього за «Сампдорію»  | Усього за «Сампдорію»  | Усього за «Сампдорію»  | 28        | 0         |                    | 4                  | 0                  |                      | -                    | -                    |               | -             | -             | 32     | 0      |
| січ.-черв. 2014        | «Ліворно»              | A                      | 15        | 0         | КІ                 | -                  | -                  | -                    | -                    | -                    | -             | -             | -             | 15     | 0      |
| груд. 2014–15          | «Кремонезе»            | ЛП                     | 23        | 0         | КІ+КІ-ЛП           | -                  | -                  | -                    | -                    | -                    | -             | -             | -             | 23     | 0      |
| Усього за «Кремонезе»  | Усього за «Кремонезе»  | Усього за «Кремонезе»  | 87+2      | 2         |                    | 8                  | 0                  |                      | -                    | -                    |               | -             | -             | 97     | 2      |
| 2015–16                | «Брешія»               | B                      | 20        | 0         | КІ                 | 0                  | 0                  | -                    | -                    | -                    | -             | -             | -             | 20     | 0      |
| Усього за «Брешію»     | Усього за «Брешію»     | Усього за «Брешію»     | 36        | 0         |                    | -                  | -                  |                      | -                    | -                    |               | -             | -             | 36     | 0      |
| Усього за кар'єру      | Усього за кар'єру      | Усього за кар'єру      | 437+2     | 4         |                    | 19                 | 1                  |                      | 13                   | 0                    |               | 1             | 0             | 472    | 5      |

## Титули і досягнення
- Володар Кубка Іспанії (1):

«Реал Бетіс»: 2004/05